# Astragalus aboriginum
Astragalus aboriginum es una  especie de planta herbácea perteneciente a la familia de las leguminosas. Es originaria del Norteamérica
Es una planta herbácea perennifolia originaria de Canadá y Estados Unidos donde se distribuye por Idaho, Montana, Nevada, Dakota del Norte, Oregón, Dakota del Sur, Utah y Wyoming.

## Taxonomía
Astragalus aboriginum fue descrita por  Curt Polycarp Joachim Sprengel y publicado en Systema Vegetabilium, editio decima sexta 4(2): 288. 1827.
Etimología
Astragalus: nombre genérico que significa "hueso del tobillo" y un nombre antiguo aplicado a algunas plantas de esta familia debido a la forma de las semillas.
aboriginum: epíteto latino que significa "aborigen".
Sinonimia
- Astragalus aboriginum Richardson
- Astragalus aboriginum var. fastigiorum M.E.Jones
- Astragalus aboriginum var. glabriuscula (Hook.) Kuntze
- Astragalus aboriginum var. muriei Hulten
- Astragalus australis var. glabriusculus (Hook.) Isely
- Astragalus forwoodii S.Watson
- Astragalus forwoodii var. wallowensis (Rydb.) M.Peck
- Astragalus glabriusculus (Hook.) A.Gray
- Astragalus glabriusculus var. major A.Gray
- Astragalus glabriusculus var. spatiosus E.Sheld.
- Astragalus linearis (Rydb.) A.E.Porsild
- Astragalus scrupulicola Fernald & Weath.
- Astragalus spatiosus (E. Sheld.) A.Heller
- Atelophragma aboriginorum (Richardson) Rydb.
- Atelophragma glabriuscula (Hook.) Rydb.
- Atelophragma herriotii Rydb.
- Atelophragma lineare Rydb.
- Atelophragma wallowense Rydb.
- Homalobus aboriginorum (Richardson) Rydb.
- Homalobus glabriusculus (Hook.) Rydb.
- Phaca aboriginorum (Richardson) Hook.
- Phaca glabriuscula Hook.
- Tragacantha aboriginorum (Richardson) Kuntze
- Tragacantha glabriuscula (Hook.) Kuntze